# François de Haussy
François de Haussy, né à Mons le 3 juillet 1789 et mort à Bruxelles le 19 octobre 1869, est un homme politique belge francophone libéral et un industriel.

## Biographie
François-Philippe Louis Hyacinthe Joseph de Haussy est originaire d'une ancienne famille picarde installée en Hainaut depuis le XVIIe siècle. Il est le fils de Jacques de Haussy, avocat au Conseil souverain du Hainaut et d'Ursule de Wesemal.
Par sa première épouse, Anne-Marie Desmanet d'Erquenne, il s'allie à une famille de maîtres de forges de Virelles, tandis que par sa seconde épouse, Amélie Despret, il s'allie à une autre famille de maîtres de forges de Trélon, Anor et Chimay (voir e.a. Albert Victoire Despret).
Il fait des études de droit et s'inscrit comme avocat au barreau de Charleroi. Il se spécialise dans le droit commercial et entre ainsi en contact avec le monde industriel.  
Haussy fonde à Fontaine-l'Évêque, avec les frères Gilliot d'Anvers, une clouterie mécanique. Ensuite, il est associé à la fondation et l'administration des Forges de Sarrebruck et de Marchienne-au-Pont.
En 1828, il devient un des administrateurs des Verreries de Mariemont sous la forme jadis exceptionnelle de la société anonyme. Il participe à la fondation de la SA des Moulins à vapeur et des Brasseries de Marchienne-au-Pont.
En 1859, il cofonde la Société céramique Guillaume Lambert & Cie, devenant plus tard la Société céramique à Maastricht. Enfin, il crée la Leather Cloth Company, à West Ham (Londres), fabricant de toiles cirées.
Haussy devient échevin de Fontaine-l'Évêque en 1817. Il est nommé, en 1830, membre suppléant du Congres national (Belgique) pour Charleroi. En 1834, il est élu au Sénat. Libéral, il entre dans le gouvernement Rogier I en aout 1847 comme ministre de la Justice. En 1850, il abandonne la politique pour devenir gouverneur de la Banque nationale de Belgique, jusqu'à sa mort. 
À la suite de son décès en 1869, il reçoit des funérailles officielles à la cathédrale Saints-Michel-et-Gudule de Bruxelles et est inhumé au cimetière de Laeken.

## Distinctions
- Commandeur de l'ordre de Léopold (en 1850).

## Sources
- R. Wellens, Biographie nationale de Belgique, tome XXV, 1969-1970
- P. Kauch, François-Philippe de Haussy (1789-1869), Premier gouverneur de la Banque Nationale.